# Mata Amritanandamayi
Pour les articles homonymes, voir Amma.
Mata Amritanandamayi, née le 27 septembre 1953, est une figure spirituelle contemporaine de l’Inde et la fondatrice de l'ONG « Embracing The World » (ETW), à but humanitaire et écologique dont le siège est au Kérala (extrême sud-ouest de l'Inde). Appelée communément Amma (« Mère » en langues dravidiennes), elle est hindoue de naissance mais déclare que sa seule religion est l'amour. Son enseignement repose sur les voies traditionnelles de la non-dualité (advaïta védanta) et de la dévotion (bhakti).
Elle parcourt le monde pour y proposer des assemblées au cours desquelles, depuis 1975, elle aurait pris des dizaines de millions de personnes dans ses bras (à raison d'un million par an),, dont l'ancien président de l'Inde A.P.J. Abdul Kalam. Cette « étreinte » (darshan) est devenue « sa marque de fabrique ».

## Biographie
Elle naît le 27 septembre 1953 à Parayakadavou, un petit village de la côte du Kérala, dans le district de Quilon au Sud de l'Inde, au sein d'une famille de modestes pêcheurs qui ont treize enfants. Ses parents l'appellent Soudhamani.

### Expériences spirituelles précoces
Dès l'âge de cinq ans elle montre des tendances mystiques et dévotionnelles que ses parents ne comprennent pas : elle leur vole par exemple du beurre et du lait qu'elle va distribuer aux pauvres, comme le fait Krishna dans la mythologie hindoue. Par voie de conséquence ils lui infligent de mauvais traitements, elle doit réaliser de nombreuses tâches ménagères et est parfois battue. Elle interrompt l'école à dix ans et devient servante chez des voisins.
À treize ans elle a sa première extase (samadhi). En 1975, à 22 ans, elle obtient la libération (moksha) à la suite d'une intense période d'identification avec Krishna.
Finalement, à la suite de divers problèmes avec sa famille, elle est contrainte de quitter le toit familial et de vivre sans abri  à 22 ans : selon la légende, ce furent les animaux qui furent alors ses compagnons dévoués, lui apportant de la nourriture .

### Événements miraculeux
L'hagiographie mentionne les « prodiges » suivants :
- à sa naissance, elle aurait été étrangement bleue, comme le dieu Krishna, et n'aurait ni pleuré ni crié, affichant à la place un sourire. Elle aurait parlé sa langue maternelle, le malayalam, dès l'âge de six mois[8] ;
- jeune adulte, elle aurait été l'auteur de plusieurs prodiges, comme chasser en l'embrassant un cobra qui terrorisait un village[10].

### La «Mère de la Béatitude immortelle»
En 1978, à 25 ans, à la suite d'un épisode où elle se fait passer pour morte auprès de son père, elle est finalement acceptée par lui. Débute alors une période où prend fin l'hostilité qui régnait à son encontre. Elle devient « Mata Amritanandamayi », littéralement la « Mère de la Béatitude immortelle », et commence à guider dans leur quête spirituelle ceux qui viennent la voir . Les quatre premiers disciples d'origine occidentale, parmi lesquels l'Australienne Gail Tredwell (future Gayatri), rejoignent le petit noyau de dévots en 1979.

### Fondation d'organisations caritatives
En 1981, la « Mata Amritanandamayi Mission Trust » et le « Mata Amritanandamayi Math (en) », deux organisations à but non lucratif, sont fondées, leur siège étant à Amritapuri (en), son principal ashram, près de Kollam dans le Kérala.

### Rayonnement mondial
En 1987, à 34 ans, elle fait son premier tour du monde. Elle devient alors connue internationalement en tant que gourou et pour son engagement humanitaire. Certains la considèrent comme un avatar.
Aujourd'hui (en 2011), son temps est partagé entre son ashram principal en Inde et les tournées qu'elle fait chaque année aux États-Unis, en Europe, au Japon, en Inde. Elle y rencontre aussi bien ses disciples que des curieux, venus faire l'expérience du darshan. Des communautés autour de son message existent partout dans le monde.

## Ledarshand’Amma
Dans la religion hindouiste, le darshan (du sanskrit दर्शन, darśana, « vision ») est un moment de contact visuel avec un maître spirituel ou sa représentation et la transmission d'énergie spirituelle associée à cette vision. Il peut prendre différentes formes suivant les maîtres. Amma passe de huit à plus de vingt heures d'affilée avec ses dévots à leur parler, à écouter leurs problèmes et à leur donner le darshan ou câlin. Celui-ci se décompose en une suite de gestes normalisés : « ouverture des bras ; enveloppement de l'inconnu ; bercement de dix secondes ; remise à chaque câliné d'un pétale de rose, d'une pomme ou d'un bonbon. ». Ne parlant que le malayalam, langue véhiculaire du Kérala, Amma susurre « Mon chéri » à chaque enlacé.
Elle ne mange ni ne prend de repos durant le temps que dure la séance d'étreintes. On estime, en 2020, qu'elle a étreint 40 millions de personnes dans le monde, contre 37 millions en 2017 et 32 millions en 2014,.

## Enseignement
Son enseignement repose sur les voies traditionnelles de la non-dualité (advaïta védanta) et de la dévotion (bhakti). Dans cette perspective, rapprochée du néo-védanta, l'essence de chaque individu est ātman, laquelle est identique à brahman, l'essence de l'univers. Ainsi selon Amma, « nous sommes tous un », constitués de la même essence, et cela a comme implication que nous devrions traiter les autres comme nous-même.
La base de son message est l'amour de tous les êtres, et la compassion. Elle ne demande pas à ses fidèles de croire en un dieu quelconque ou de changer de religion. Bien que rattachée à la tradition de l'hindouisme, elle déclare quant à ses croyances : « ma religion est l'amour ».
Amma préconise la pratique du service désintéressé (sevā) qui selon elle permet aux dévots de réduire leur karma négatif, favorisant ainsi leur progression vers la libération.

## Actions humanitaires

### Inde
Les actions humanitaires menées par les organisations caritatives d'Amma concernent l'éducation des enfants, l'émancipation des femmes, la santé, la construction de logements, la lutte contre la famine, l'aide en cas de catastrophes naturelles. La réussite opérationnelle de ces actions est assurée par des bénévoles à travers la pratique de sevā, le service désintéressé.
Le Mata Amritanandamayi Math a le statut d'ONG en Inde depuis 1988, et est à l'origine d'un réseau d’œuvres caritatives et éducatives, notamment pour les populations aborigènes défavorisées.
En 1994, Amma a fondé un campus universitaire (Amrita University (en)) spécialisé dans le domaine de l'informatique et de la recherche. L'université travaille avec le gouvernement de l'Inde pour développer l'éducation (lancement du projet Amrita-ISRO).
En 1998, le premier ministre indien Atal Bihari Vajpayee a inauguré un hôpital à Kochi (Amrita Institute of Medical Sciences (en)).

### Monde
Le M.A. MATH a reçu en juillet 2005 le statut d'ONG consultative auprès du Conseil économique et social des Nations unies.
La Croix-Rouge française a signé avec le M. A. Math un accord de coopération pour l’aide aux victimes du tsunami en Inde et au Sri Lanka (ce qui a valu à Amma d'être honorée par la Récompense du Centenaire du Rotary International pour son Service à l'Humanité le 23 février 2005).
Depuis 2009, le M.A. MATH ainsi que d'autres structures caritatives se sont regroupées sous le nom de l'organisation parapluie Embracing The World.

## Controverses
Des critiques sont portées sur les actions menées par Amma à travers ses organisations, elles sont également dirigées à l'encontre de sa personne. De nombreuses interrogations portent aussi sur l'éléphante Lakshmi qui se trouve dans son ashram.

### Rapport de la Miviludes en France
Un rapport mis en ligne en 2003 sur le site de la Miviludes dénonçait « le prétendu pouvoir d'Amma de guérir la lèpre ou le cancer d'un baiser », mais cette accusation a été abandonnée dans la version du rapport publié par la Documentation française. Selon le journal La République du Centre, le secrétaire général de la Miviludes de l'époque aurait alors déclaré : « C'est une erreur. On n'avait pas assez d'éléments pour affirmer cela. Amma n’a jamais dit cela. Nous sommes dans une approche mystico-religieuse, mais le mouvement ne refuse pas les soins. Ce n'est pas un mouvement à dérive sectaire. »,.

### Publications critiques
- En 2013, Gail Tredwell (en), la première disciple occidentale d'Amritanandamayi – elle était surnommée « Gayatri, l'ombre d'Amma », au sein de l'ashram –, a publié un livre autobiographique, Intitulé Holy Hell: A Memoir of Faith, Devotion, and Pure Madness, décrivant les vingt années qu'elle y a passées en tant qu'assistante personnelle d'Amma. Elle y lance des accusations à son  sujet : celle-ci était soumise aux contraintes du cycle menstruel contrairement à ce qu'affirmaient ses disciples, elle aurait entretenu des rapports intimes avec l'un de ses proches disciples alors qu'une stricte chasteté est de règle dans la communauté, et elle aurait eu des comportements agressifs et violents lors de la vie à l'ashram[25],[26],[27],[28], accusations qui ont été rejetées par Amritanandamayi et ses représentants comme autant d'allégations infondées[29]. Des dizaines de témoignages de disciples ont paru sur internet pour défendre Amma[30], ou pour au contraire confirmer les soupçons de Gail Tredwell[31]. Certains présentent Gail Tredwell « comme une personne peu équilibrée psychologiquement, intrigante, et ayant elle-même manifesté un comportement abusif envers d’autres disciples »[32],[33],[34],[35]. Le 27 mars 2014, un grand rassemblement a été organisé à Cochin par le Sangh Parivar, une fédération de partis nationalistes hindous islamophobes[36], afin de soutenir Amma[37] face à ce qu'ils qualifient d'attaques diffamatoires.

- Sreeni Pattathanam, le président de la Fédération des associations rationalistes indiennes, est l'auteur de Matha Amritanandamayi: Divya Kathakalum Yatharthyavum (Matha Amritanandamayi : Histoires sacrées et réalités), un livre publié pour la première fois en 1985, où il affirme, entre autres choses, que tous les miracles d'Amritanandamayi sont faux[38]. En 2004, le gouvernement de l'État du Kerala a poursuivi en justice l'auteur, le propriétaire de la maison d'édition et l'imprimeur du livre, en prétextant que les sentiments religieux des dévots avaient été offensés par le contenu diffamatoire du livre. Cette procédure faisait suite à une plainte déposée par T. K. Ajan, un résident du Mata Amritanandamayi Math[39]. Thengamam Balakrishnan, dirigeant du CPI, a déclaré que le livre, loin d'insulter les dieux et la religion, s'attachait seulement à démonter la légende de pouvoirs surhumains. L'Association rationaliste Bharathiya a protesté contre cette atteinte à la liberté d'expression, faisant valoir que le premier ministre est tenu par la Constitution de servir la cause du rationalisme et de la science[40].

- Le Monde diplomatique a publié en novembre 2016 un article critique sur Amma et son mouvement « Amma, l’empire du câlin »[14] qui contraste avec les autres publications de la presse francophone ; cet article a en partie été repris par le site de l'Union nationale des associations de défense des familles et de l'individu (UNADFI)[41] et par Var-Matin[42]. On y affirme que l'organisation ne publie jamais de budget global détaillant ses recettes, ses dépenses ou ses frais de fonctionnement et que l'opacité règne quant à la destination des fonds recueillis lors des tournées du gourou. Les sommes que la maison mère déclare avoir reçues de sa branche américaine seraient bien inférieures aux sommes que cette dernière déclare lui avoir versées ; le journaliste Jean-Baptiste Malet se demande où est passée la différence. Faisant par ailleurs une brève analyse de citations issues du site internet www.amma-europe.org, il dépeint une « vision messianique [qui] sature l’espace médiatique international »[14]. Ceci est étayé dans un article de Jacques Vignes[43].

## Prix et distinctions
L'action humanitaire et le message de Mata Amritanandamayi lui ont valu de nombreux prix et distinctions.
- 1993, President of the Hindu Faith à Chicago pour le centenaire du Parlement des religions du Monde[44].
- 1993, Hindu Renaissance Award (Hinduism Today)[45].
- 1998, Prix du soin et du partage humanitaire international de l'année (Chicago) (Care & Share International Humanitarian of the Year Award).
- 2002, Karma Yogi of the Year (Yoga Journal)[46].
- 2002, prix Gandhi-King pour la non-violence, au siège de l'ONU[47].
- 2005, Mahavir Mahatma Award (Delhi)[48].
- 2005, Centenary Legendary Award of the International Rotarians (Cochin)[49].
- 2006, Prix inter religieux James Parks Morton (New York)[50].
- 2006, The Philosopher Saint Sri Jnaneswara World Peace Prize (Pune)[51].
- 2007, Prix Cinéma Vérité (Paris)[52]
- 2010, Docteur Honoris Causa ès humanités, de l'Université d'État de New York à Buffalo[53].

## Discours et conférences internationales
- 1993, Chicago : 'Que vos cœurs s'épanouissent', au 100e anniversaire du Parlement des Religions du Monde
- 1995, New York : pour les célébrations du 50e anniversaire de l'Organisation des Nations unies (ONU)
- 2000, New York : lors du Sommet mondial de la Paix au siège de l'Organisation des Nations unies (ONU)[54]
- 2002, Genève : Intervention à la Conférence des Femmes pour la Paix mondiale organisée par l'Organisation des Nations unies (ONU)
- 2004, Barcelone : conférence au Parlement des religions du Monde[55]
- 2006, New York : Prix inter religieux James Parks Morton
- 2007, Paris : 'La Compassion comme seul voie vers la paix', Prix Cinéma Vérité 2007
- 2008, Jaipur : 'Le potentiel infini des femmes', discours de l'Initiative des femmes pour la paix mondiale[56]
- 2009, New Delhi : 'Cultiver la force et la vitalité', inauguration de la Fondation Internationale Vivekananda[57]
- 2015, New Delhi: inauguration du 'Desh Seva Sangam', le congrès annuel des ONG partenaires du 'Rashtriya Seva Bharathi', organisation parapluie du RSS[58],[59]

## Filmographie

### Documentaires et fictions
- 1999 Rivière d'Amour : Un documentaire sur la vie d'Amma[60]
- 2000 (en) Louis Theroux's Weird Weekends -- "Indian Gurus" (BBC-TV)
- 2004 La Réponse d'Amma (vidéo) à la tragédie du tsunami en 2004
- 2005 Darshan de Jan Kounen, sélection officielle hors compétition au festival de Cannes 2005.
- 2007 Étreindre le Monde
- 2007 (en) In God's Name, de Jules Clément Naudet et Thomas Gédéon Naudet
- 2009 Première visite d'Amma au Kenya où elle inaugure et finance un orphelinat
- 2015 Participation de Mata Amritanandamayi au film Un plus une de Claude Lelouch[61]
- 2016 (en) The Science of Compassion, film réalisé par Shekhar Kapur

### Vidéos des conférences internationales
- 2002 « Discours (vidéo) d'Amma à la réception du prix Gandhi-King pour la non-violence au siège de l'Organisation des Nations unies (ONU) » (consulté le 22 octobre 2014)
- 2004 « Discours (vidéo) au Parlement des religions du Monde à Barcelone - Que la Paix et le Bonheur prévalent » (consulté le 22 octobre 2014)
- 2006 « Discours lors de la remise du Prix Interfaith en 2006 : "Compréhension et Coopération entre les Religions" »
- 2007 « Discours (vidéo) lors de la remise du Prix Cinéma Vérité en 2007 à Paris » (consulté le 22 octobre 2014)
- 2008 « Discours (vidéo) "Le potentiel infini des femmes - Rendre disponible la Féminité pour le bénéfice de la communauté" (Jaipur, Rajastan) » (consulté le 22 octobre 2014)
- 2009 « Discours (vidéo) "Amma Embracing Kenya 2009" » (consulté le 16 mai 2016)

## Dans la culture
Dans le dernier épisode de la série télévisée La Mesías, le personnage Enric part en  Inde rencontrer Amma (nommée ainsi dans la série), et reçoit de sa part un câlin avant de s'enrôler à son service au milieu de ses fidèles.